# Jurův kámen
Hrad Jurův kámen stával v lokalitě Jurův kámen na západním výběžku vrchu Kotouč nad Štramberkem, nedaleko jeskyně Šipka. Dnes se v jeho místech nachází pomník Bedřicha Smetany.

## Historie
Přesná doba existence hradu není známa, ale na základě nálezů na místě se dá usuzovat, že se jedná o období od druhé poloviny 13. století do 14. století. Po založení hradu Štramberk okolo poloviny 14. století ztratil Jurův kámen rychle na významnosti a ten tak zpustl. Během celé jeho existence je s ním neodmyslitelně spjatý i hrad Panská vyhlídka, který stával přímo na vrcholu Kotouče.